# Čelebić
Čelebić je naseljeno mjesto u gradu Livnu, Federacija Bosne i Hercegovine, BiH.
Od Livna je udaljeno dvadesetak kilometara. Selo je omeđeno s jedne strane Livanjskim poljem, a s druge strane planinom Golijom (1890 metara n.v.).

## Stanovništvo

### 1991.
Nacionalni sastav stanovništva 1991. godine, bio je sljedeći:
ukupno: 448
- Hrvati - 316
- Srbi - 131
- ostali, neopredijeljeni i nepoznato - 1

### 2013.
Nacionalni sastav stanovništva 2013. godine, bio je sljedeći:
ukupno: 133
- Hrvati - 121
- Srbi - 12